# ماسيميليانو كابوتو
ماسيميليانو كابوتو (بالإيطالية: Massimiliano Caputo)‏ هو لاعب كرة قدم إيطالي في مركز الهجوم، ولد في 10 سبتمبر 1980 في نابولي في إيطاليا. لعب مع نادي أسكولي ونادي بريشيا ونادي ساليرنيتانا ونادي كاتانزارو ونادي ليفينغستون.